# PPP2R1A

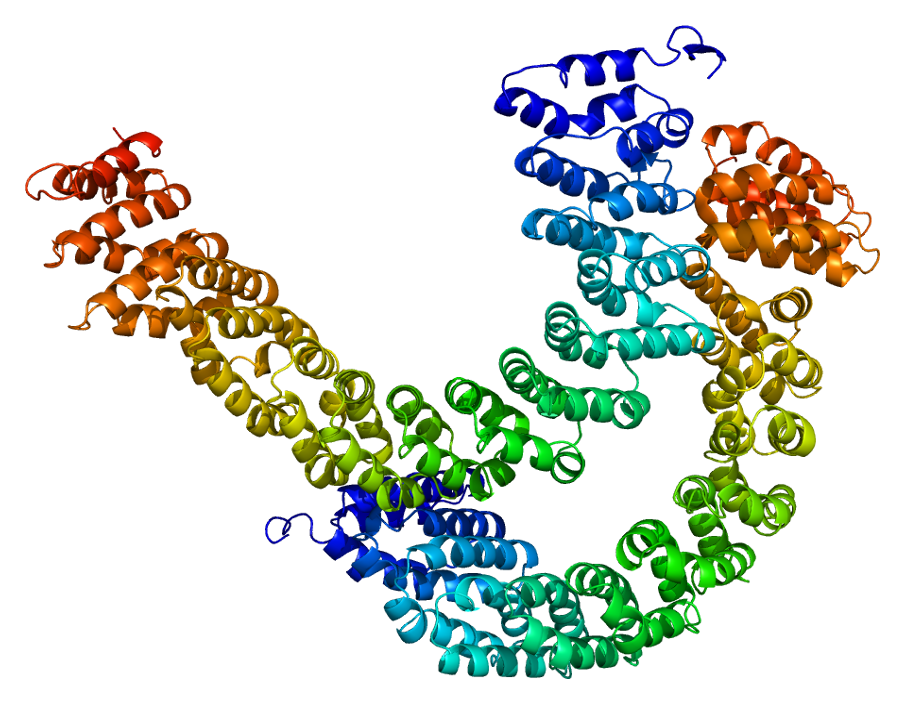
PPP2R1A

Serine/threonine-protein phosphatase 2A 65 kDa regulatory subunit A alpha isoform é uma enzima que em humanos é codificada pelo gene PPP2R1A.
Estudos do Centro para Câncer Johns Hopkins Kimmel publicados em setembro de 2010 na revista Science demonstraram que está relacionada com o câncer de ovário. Neste caso, sua falta pode fazer a célula sadia tornar-se cancerígena.

## Leitura de apoio
- Zolnierowicz S (2000). «Type 2A protein phosphatase, the complex regulator of numerous signaling pathways.». Biochem. Pharmacol. 60 (8): 1225–35. PMID 11007961. doi:10.1016/S0006-2952(00)00424-X
- Walter G, Ruediger R, Slaughter C, Mumby M (1990). «Association of protein phosphatase 2A with polyoma virus medium tumor antigen.». Proc. Natl. Acad. Sci. U.S.A. 87 (7): 2521–5. PMC 53721. PMID 2157202. doi:10.1073/pnas.87.7.2521
- Hemmings BA, Adams-Pearson C, Maurer F;  et al. (1990). «alpha- and beta-forms of the 65-kDa subunit of protein phosphatase 2A have a similar 39 amino acid repeating structure.». Biochemistry. 29 (13): 3166–73. PMID 2159327. doi:10.1021/bi00465a002
- Walter G, Ferre F, Espiritu O, Carbone-Wiley A (1989). «Molecular cloning and sequence of cDNA encoding polyoma medium tumor antigen-associated 61-kDa protein.». Proc. Natl. Acad. Sci. U.S.A. 86 (22): 8669–72. PMC 298349. PMID 2554323. doi:10.1073/pnas.86.22.8669
- McCright B, Virshup DM (1995). «Identification of a new family of protein phosphatase 2A regulatory subunits.». J. Biol. Chem. 270 (44): 26123–8. PMID 7592815. doi:10.1074/jbc.270.44.26123
- Ruediger R, Hentz M, Fait J;  et al. (1994). «Molecular model of the A subunit of protein phosphatase 2A: interaction with other subunits and tumor antigens.». J. Virol. 68 (1): 123–9. PMC 236271. PMID 8254721
- Zolnierowicz S, Van Hoof C, Andjelković N;  et al. (1996). «The variable subunit associated with protein phosphatase 2A0 defines a novel multimember family of regulatory subunits.». Biochem. J. 317 ( Pt 1): 187–94. PMC 1217462. PMID 8694763
- Tung HY, De Rocquigny H, Zhao LJ;  et al. (1997). «Direct activation of protein phosphatase-2A0 by HIV-1 encoded protein complex NCp7:vpr.». FEBS Lett. 401 (2-3): 197–201. PMID 9013886. doi:10.1016/S0014-5793(96)01470-6
- Ruediger R, Brewis N, Ohst K, Walter G (1998). «Increasing the ratio of PP2A core enzyme to holoenzyme inhibits Tat-stimulated HIV-1 transcription and virus production.». Virology. 238 (2): 432–43. PMID 9400615. doi:10.1006/viro.1997.8873
- Ruediger R, Fields K, Walter G (1999). «Binding specificity of protein phosphatase 2A core enzyme for regulatory B subunits and T antigens.». J. Virol. 73 (1): 839–42. PMC 103900. PMID 9847399
- Groves MR, Hanlon N, Turowski P;  et al. (1999). «The structure of the protein phosphatase 2A PR65/A subunit reveals the conformation of its 15 tandemly repeated HEAT motifs.». Cell. 96 (1): 99–110. PMID 9989501. doi:10.1016/S0092-8674(00)80963-0
- Hong Y, Sarge KD (1999). «Regulation of protein phosphatase 2A activity by heat shock transcription factor 2.». J. Biol. Chem. 274 (19): 12967–70. PMID 10224043. doi:10.1074/jbc.274.19.12967
- Yan Z, Fedorov SA, Mumby MC, Williams RS (2000). «PR48, a novel regulatory subunit of protein phosphatase 2A, interacts with Cdc6 and modulates DNA replication in human cells.». Mol. Cell. Biol. 20 (3): 1021–9. PMC 85219. PMID 10629059. doi:10.1128/MCB.20.3.1021-1029.2000
- Husi H, Ward MA, Choudhary JS;  et al. (2000). «Proteomic analysis of NMDA receptor-adhesion protein signaling complexes.». Nat. Neurosci. 3 (7): 661–9. PMID 10862698. doi:10.1038/76615
- Hrimech M, Yao XJ, Branton PE, Cohen EA (2000). «Human immunodeficiency virus type 1 Vpr-mediated G(2) cell cycle arrest: Vpr interferes with cell cycle signaling cascades by interacting with the B subunit of serine/threonine protein phosphatase 2A.». EMBO J. 19 (15): 3956–67. PMC 306605. PMID 10921877. doi:10.1093/emboj/19.15.3956
- Ruteshouser EC, Ashworth LK, Huff V (2001). «Absence of PPP2R1A mutations in Wilms tumor.». Oncogene. 20 (16): 2050–4. PMID 11360189. doi:10.1038/sj.onc.1204301
- Lubert EJ, Hong Y, Sarge KD (2001). «Interaction between protein phosphatase 5 and the A subunit of protein phosphatase 2A: evidence for a heterotrimeric form of protein phosphatase 5.». J. Biol. Chem. 276 (42): 38582–7. PMID 11504734. doi:10.1074/jbc.M106906200
- Elder RT, Yu M, Chen M;  et al. (2001). «HIV-1 Vpr induces cell cycle G2 arrest in fission yeast (Schizosaccharomyces pombe) through a pathway involving regulatory and catalytic subunits of PP2A and acting on both Wee1 and Cdc25.». Virology. 287 (2): 359–70. PMID 11531413. doi:10.1006/viro.2001.1007
- Li X, Virshup DM (2002). «Two conserved domains in regulatory B subunits mediate binding to the A subunit of protein phosphatase 2A.». Eur. J. Biochem. 269 (2): 546–52. PMID 11856313. doi:10.1046/j.0014-2956.2001.02680.x